# Аль-Халиди, Хусам
Хусам Аль-Халиди (28 октября 1956, Багдад — предп. 2004, Ирак) — иракский предприниматель, гражданин Великобритании арабского происхождения. Был известен как владелец первого в России частного профессионального футбольного клуба «Асмарал». С 2004 года считается пропавшим без вести.

## Биография
Родился в семье потомственных предпринимателей. До шести лет жил в Багдаде, учился в школах Ирака и Ливана, затем был перевезён сестрой в Москву и стал обучаться в московском интернате. В дальнейшем закончил факультет журналистики МГУ. Работал в посольстве Ирака в СССР. В 1984 году стал совладельцем двух фирм, также организовал совместное советско-британское предприятие «Асмарал», его супруга Светлана Бекоева стала генеральным директором компании.

### Футбольный функционер
В начале 1990 года приобрёл московский футбольный клуб второй лиги «Красная Пресня», к тому времени находившийся на балансе одного из таксомоторных парков столицы, на юридической основе которого был создан «Асмарал». Стал в него вкладывать значительные финансовые средства (при этом впервые применив дифференциальную систему оплаты труда футболистов, введя премии за голы и результативные передачи). В 1992—1993 годах московский «Асмарал» выступал в высшей лиге чемпионата России. На должность главного тренера команды в 1991 году был приглашён Константин Бесков, команду также пополнили ряд известных игроков, среди которых был Юрий Гаврилов. Президентом ФК «Асмарал» (Москва) в 1992—2002 годах была Светлана Бекоева — первая женщина-президент спортивного клуба в стране.
Также Аль-Халиди был владельцем ещё нескольких футбольных клубов России, называвшихся «Асмарал» (название «Асмарал» образовано из первых слогов имён детей Аль-Халиди — Асиль, Мариам и Алан), в число этих клубов входили: «Асмарал» (Москва), «Асмарал» (Кисловодск), «Карелия-Асмарал» (Петрозаводск) и «Асмарал»-д (Москва), в структуру также входил клуб «Бештау» (Лермонтов). Аль-Халиди была выкуплена бывшая дача Л. И. Брежнева в Кисловодске, которая использовалась в качестве тренировочной базы.
Со временем бизнес Аль-Халиди пошёл на спад, в связи с чем содержать даже одну команду — московскую — стало невозможно, впоследствии клуб обанкротился.

### Личная жизнь
В 26 лет женился на осетинке Светлане Бекоевой, с которой познакомился во время её обучения в Литературном институте. Дети — Асиль, Мариам и Алан.

### Политическая деятельность
Распространялись слухи, что Хусам Аль-Халиди поддержал защитников Верховного Совета в противостоянии с Борисом Ельциным, и в связи с этим счета Аль-Халиди якобы были заморожены.

### Исчезновение
В 2004 году поехал в Багдад для заключения делового контракта со своими партнёрами и спонсорами. Через две недели перестал выходить на связь и пропал без вести. Известна также версия публичного убийства бизнесмена.